# Čolnišče
Čolnišče – wieś w Słowenii, w gminie Zagorje ob Savi. W 2018 roku liczyła 272 mieszkańców.